# Alfred Stieglitz

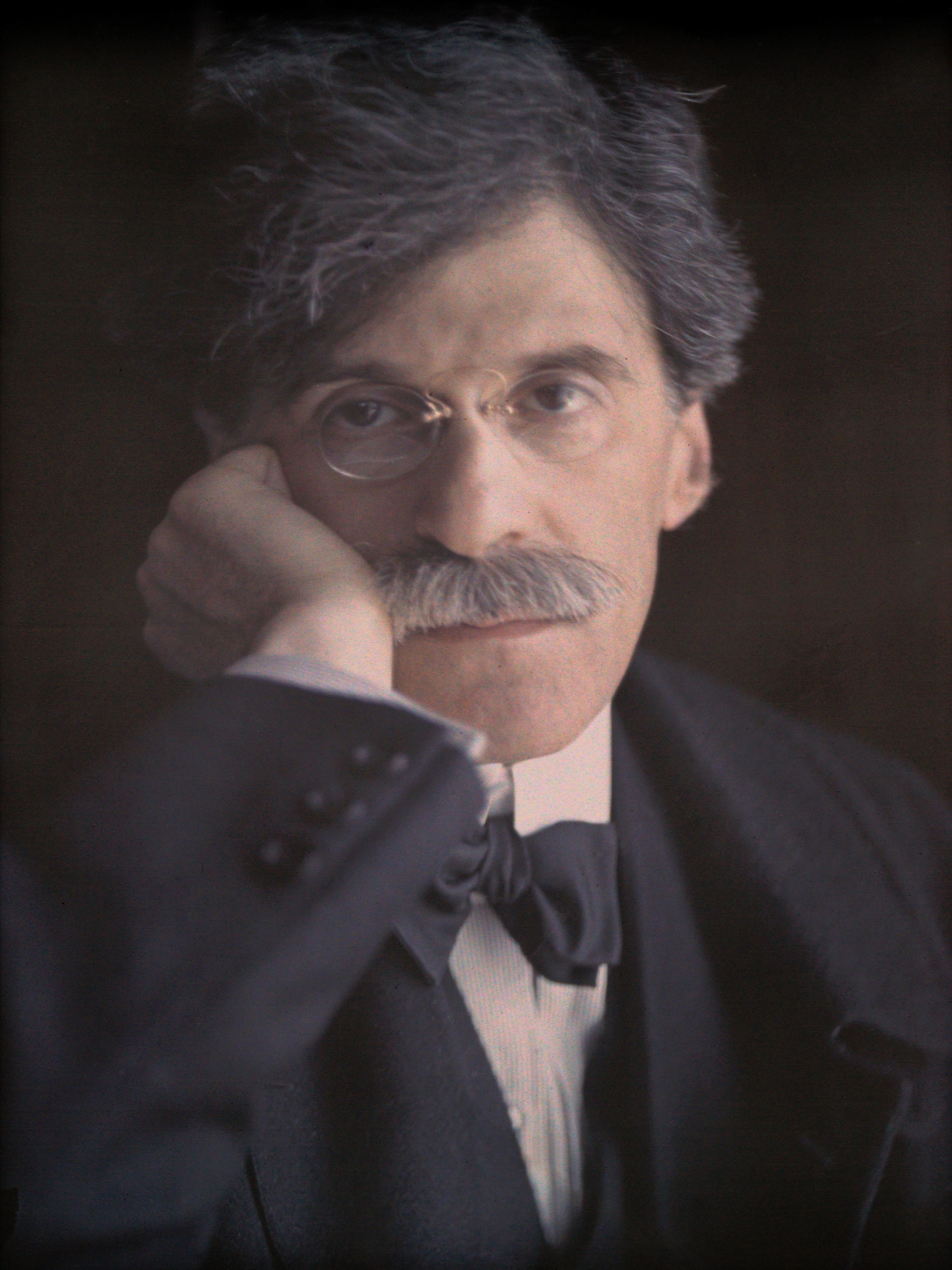
Selbstporträt. Autochrom von 1907

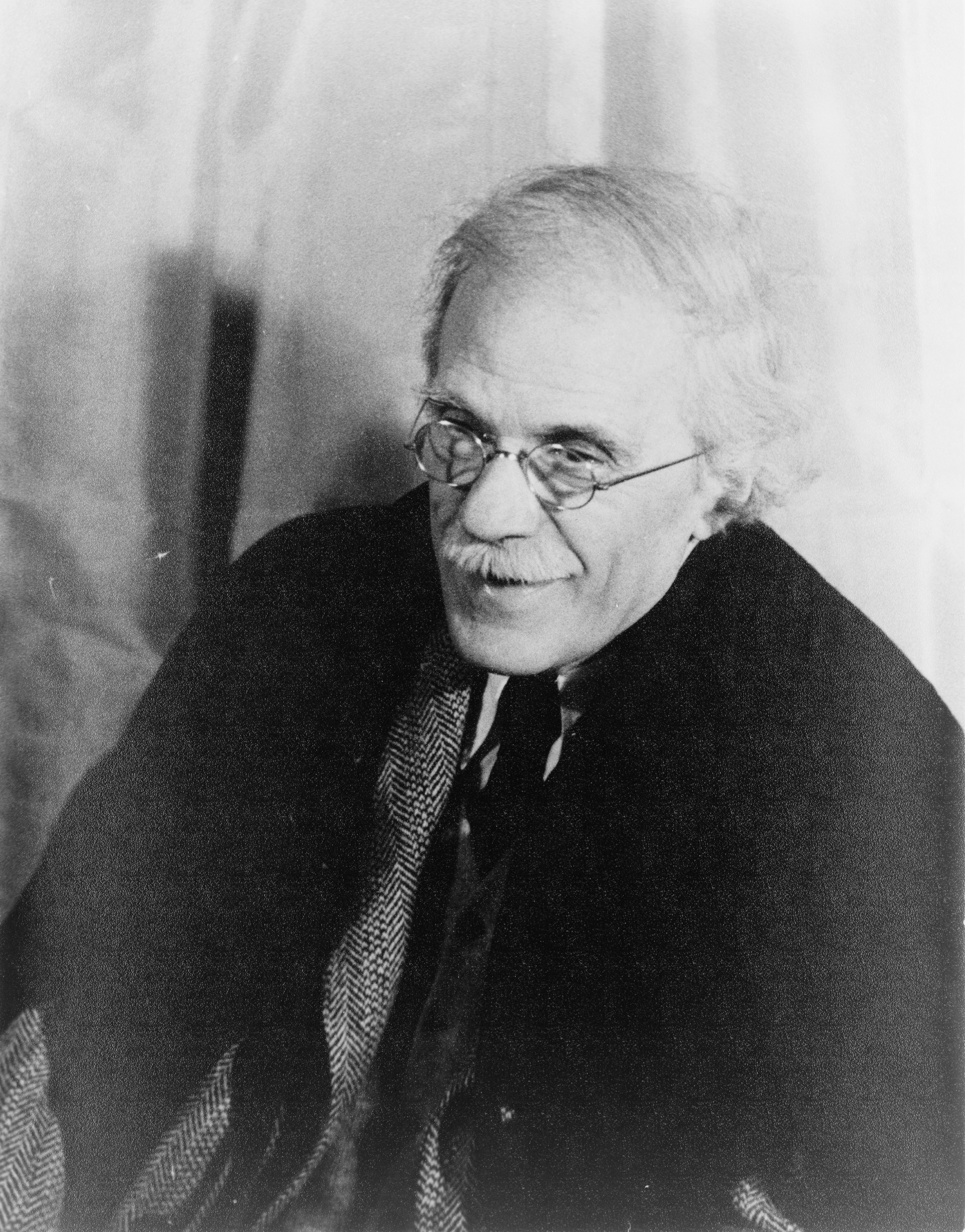
Alfred Stieglitz, 17. April 1935. Fotografie von Carl van Vechten

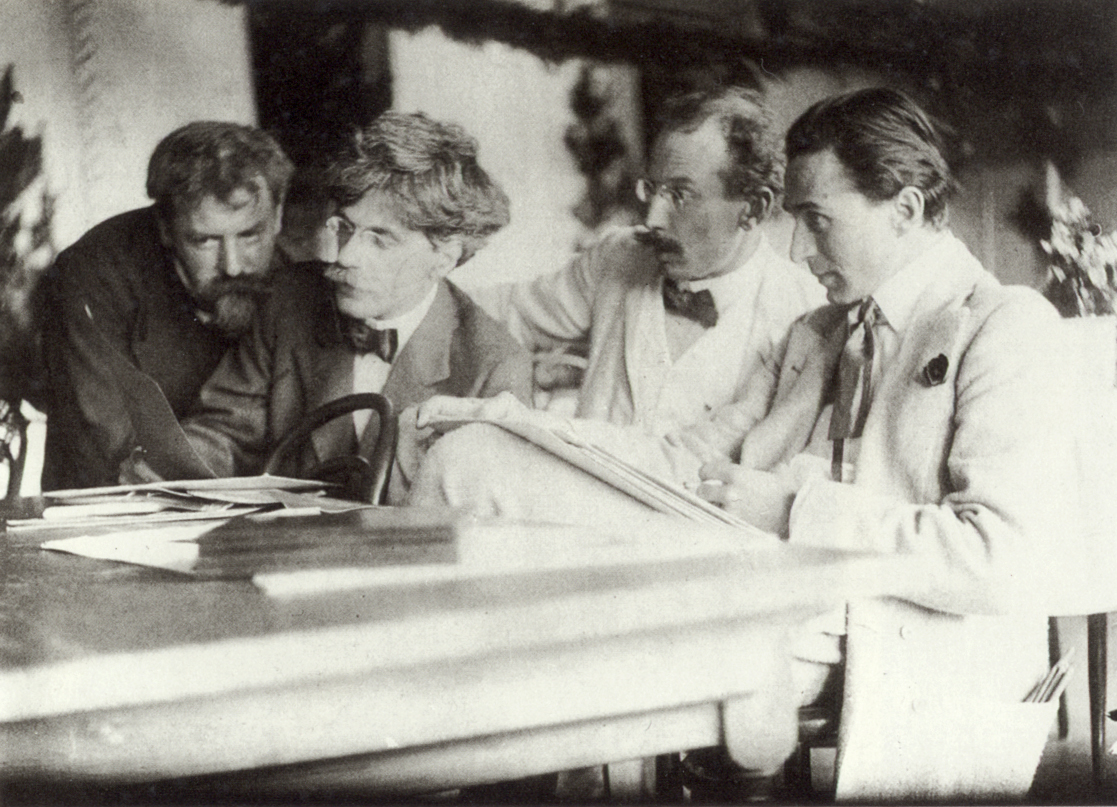
Frank Eugene, Alfred Stieglitz, Heinrich Kühn und Edward Steichen (von links nach rechts) betrachten ein Werk von Frank Eugene, am 1. Januar 1907

Alfred Stieglitz (* 1. Januar 1864 in Hoboken, New Jersey; † 13. Juli 1946 in New York) war ein US-amerikanischer Fotograf, Galerist und Mäzen. Er war eine der wichtigsten Personen, die der amerikanischen Öffentlichkeit Einflüsse der europäischen Avantgarde auf die amerikanische Kunst präsentierten. Dazu nutzte er seine Tätigkeit als Herausgeber der Zeitschrift Camera Work, mit der er die Fotografie fördern und sie als Kunstform legitimieren wollte. Darüber hinaus war er Direktor der berühmten „Galerie 291“ sowie danach der „Intimate Gallery“ und „An American Place“. Sowohl in der Zeitschrift als auch den Galerien präsentierte er viele der herausragendsten Fotografien seiner Zeit.

## Leben und Wirken
Der in Hoboken, New Jersey, geborene Alfred Stieglitz war der erste Sohn des deutsch-jüdischen Einwanderers Edward Stieglitz (1833–1909), der 1850 eingewandert war, und dessen Frau Hedwig Ann Werner (1845–1922). Seine Brüder waren Leopold und der spätere Chemiker Julius Stieglitz. 1880 war er durch Europa gereist und fotografierte vielerorts. Er studierte ab 1882 in Berlin Maschinenbau und konnte in fotografischer Hinsicht als Schüler Hermann Wilhelm Vogels von dessen Kenntnissen profitieren. Im Alter von 24 Jahren erhielt er den ersten Preis in einem britischen Fotografiewettbewerb, bei dem unter anderem P. H. Emerson in der Jury saß. Dies wurde die erste von gut 150 Medaillen, die er in seinem Leben bekommen sollte.
1889 zog Stieglitz nach New York, wo er damit begann, seine Arbeit einem breiten Publikum zugänglich zu machen, über Fotografie schrieb und ehrenhalber in die Gemeinschaft „The Linked Ring“ aufgenommen wurde. Seine frühen Werke waren vor allem vom Piktorialismus beeinflusst, wie man ihn aus Frankreich und England kannte.
Er heiratete 1893 die neun Jahre jüngere Brauerei-Erbin Emmeline Obermeyer (1873–1953); im Jahr 1898 kam eine Tochter, Katherine (Kitty), zur Welt. Das Vermögen seiner Frau und seiner Eltern ermöglichten ihm ein Leben ohne Sorgen um den Lebensunterhalt.

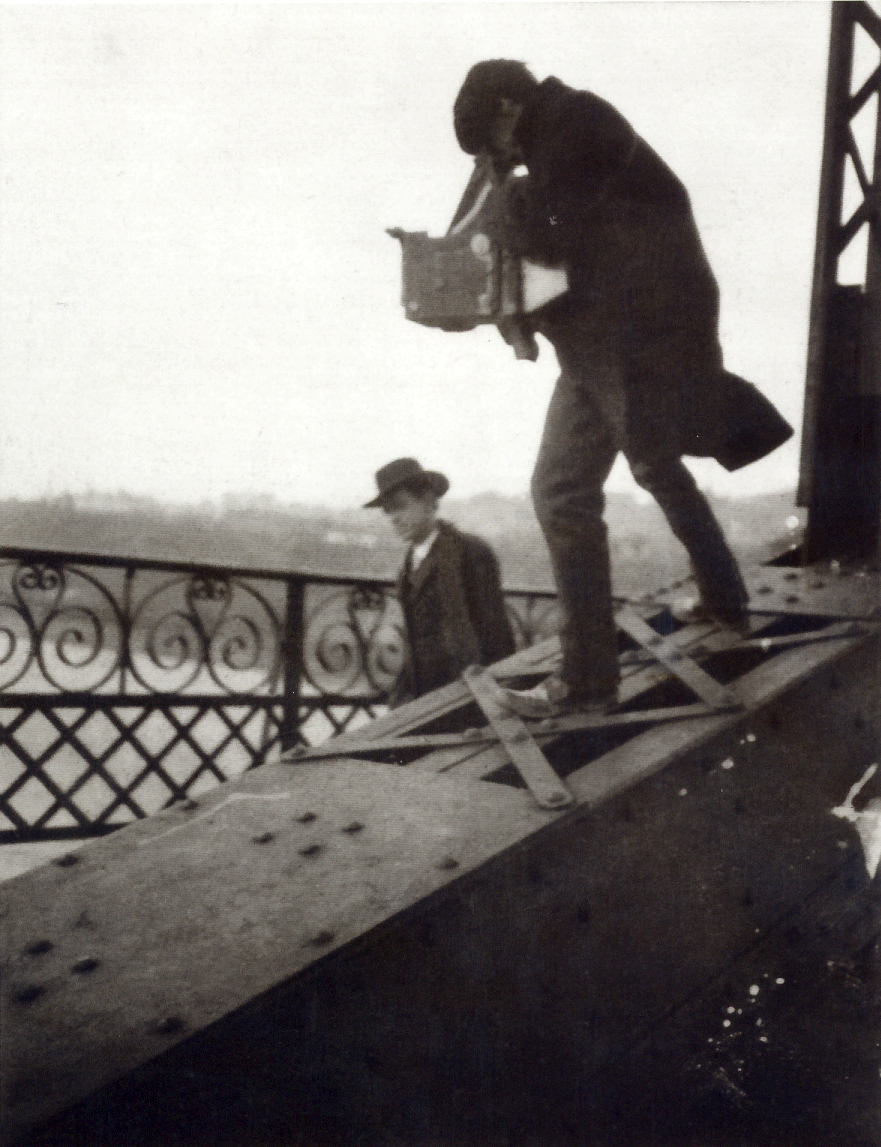
Unbekannter Fotograf: Alfred Stieglitz Photographing on a Bridge, um 1905

1902 begründete Alfred Stieglitz die „Photo-Secession“ und eröffnete seine erste Galerie. In seinen eigenen Werken lehnte er bald jegliche Form von Manipulation wie etwa das Retuschieren ab und fotografierte stattdessen häufig im Regen, Nebel oder Schnee, um die gewünschten weichen Konturen und Effekte zu erzielen und um aufzuzeigen, dass der richtige Blick wichtiger ist als nur die Ausrüstung oder die äußeren Bedingungen. Seine bekanntesten Fotos aus dieser Zeit sind wohl The Terminal (1892), Winter on Fifth Avenue (1893) und Flatiron Building (1902/1903). Für Winter on Fifth Avenue stand er nach eignen Aussagen mehr als drei Stunden bei eisiger Kälte auf der Straße, wo er auf den richtigen Moment wartete. In Flatiron Building sah er ein Sinnbild für das aufstrebende Amerika, welches sich damals gerade in einem Umbruch befand, der an der Kunst nicht spurlos vorbeigehen konnte.

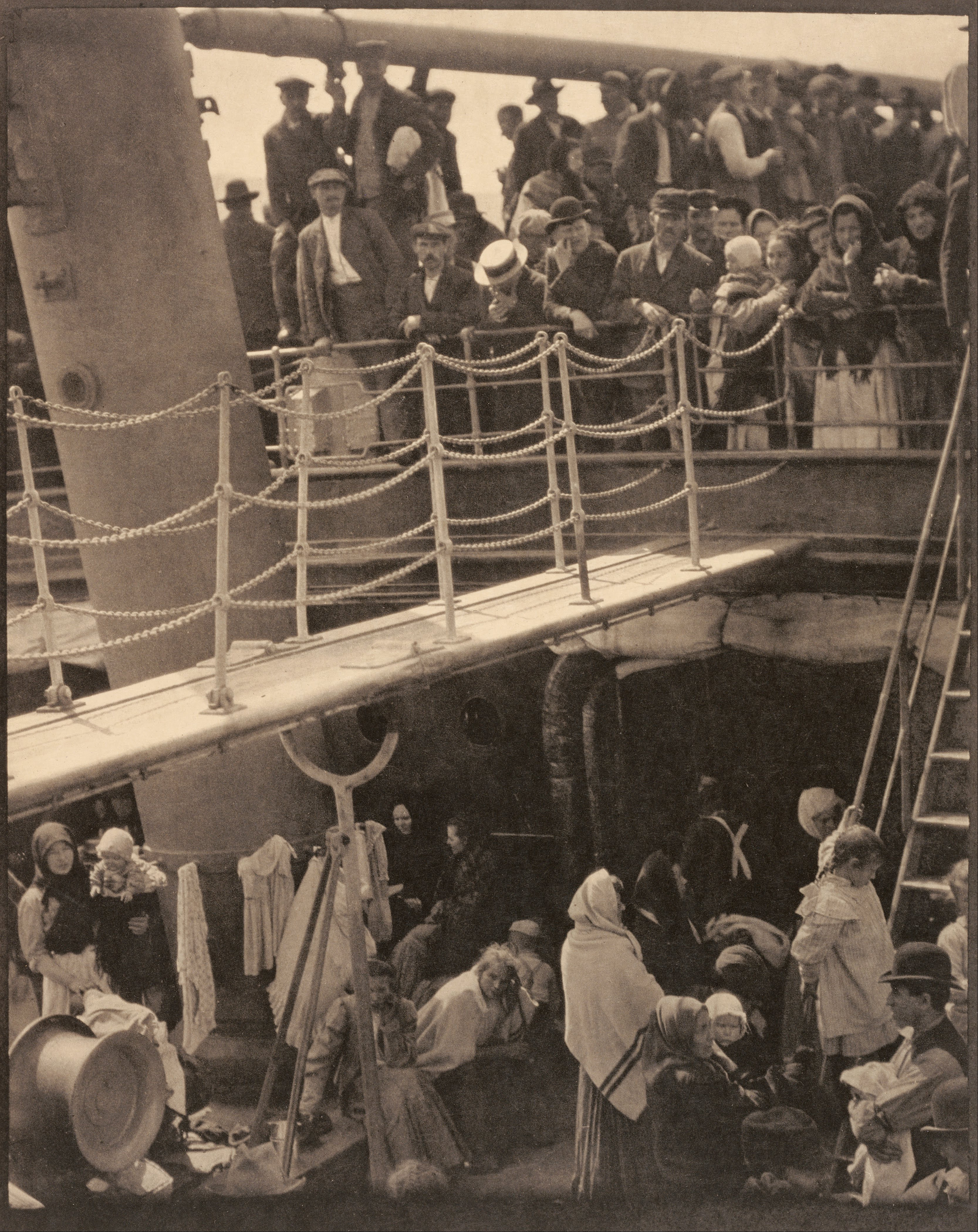
Alfred Stieglitz – »The Steerage«, das Unterdeck, 1907

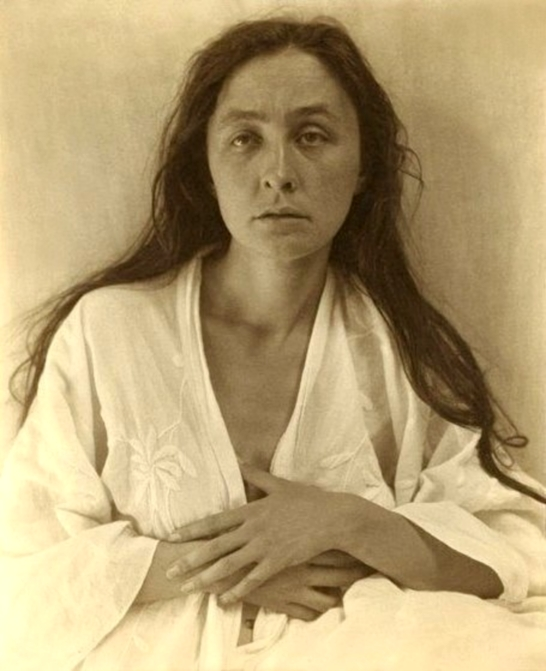
Alfred Stieglitz: Georgia O’Keeffe, 1918

Das viermal jährlich erscheinende Magazin Camera Work, 1903 von Stieglitz gegründet, existierte bis 1917 und enthielt neben Fotografien auch Kritiken und Reproduktionen avantgardistischer Künstler. 1905 gründete Alfred Stieglitz zusammen mit Edward Steichen die „Galerie 291“ (benannt nach ihrer Adresse: 291 Fifth Avenue), wo unter anderem Künstler wie Georgia O’Keeffe, Matisse, Cézanne, Rodin, Braque, Hartley, Marin und Dove ausstellten.
Die Fotografie mit dem Titel »The Steerage«, das Unterdeck, die Stieglitz 1907 aufgenommen hatte, gilt als eine der größten Fotografien aller Zeiten. Zu sehen sind als prägendes Zeitdokument mit künstlerischem Wert in einem einzigen Bild festgehalten reiche Menschen im Ober- und die ärmeren im Unterdeck eines Dampfers.
Stieglitz bat O’Keeffe, für ihn Modell zu stehen, und erste Fotos mit ihr als Motiv entstanden. Zwischen den beiden entstand eine intensive Liebesbeziehung, in deren Verlauf sich Stieglitz nach 24 Jahren Ehe mit Emmeline Obermeyer im Jahr 1918 scheiden ließ. Von 1918 bis 1937 fertigte Stieglitz über 300 Fotografien von O’Keeffe. Sie heirateten 1924.
Ab 1922 fotografierte Stieglitz häufig Wolkenformationen, die er „Equivalents“ bezeichnete und als Sinnbilder seiner Lebensphilosophie ansah.
Nach dem Ende der „Galerie 291“, Camera Work und „Photo-Secession“ im Jahr 1917, die aus finanziellen Gründen, bedingt durch den Ersten Weltkrieg, aufgegeben wurden, eröffnete Stieglitz die „Intimate Gallery“ (1925–1929) und „An American Place“ (1929–1946), wo vor allem Gemälde, Skulpturen und Grafiken ausgestellt wurden. Sein späteres Werk umfasst neben anderen Arbeiten unzählige Studien von Georgia O’Keeffe (er fotografierte sie aus über 900 verschiedenen Perspektiven) und Ansichten New Yorks.
Die Gruppe Intellektueller, die sich im ersten Viertel des 20. Jahrhunderts um ihn versammelt hatte, nahm entscheidenden Einfluss auf die künstlerische Entwicklung in Amerika und wurde etwa 1913 durch die weltbekannte „Armory Show“ bekannt. Stieglitz’ Arbeiten inspirierten nicht zuletzt auch Schriftsteller wie William Carlos Williams, der sich ebenfalls mit dem Präzisionismus beschäftigte und Stieglitz persönlich kannte. Somit reichten sich zur damaligen Zeit die visuellen und schriftstellerischen Künste die Hand und waren wie selten danach im Kern vereint.
Der schriftliche und künstlerische Nachlass von Alfred Stieglitz und Georgia O’Keeffe wird in der Beinecke Rare Book and Manuscript Library in New Haven (Connecticut) aufbewahrt.

## Werke (Auswahl)

### Diverse Motive

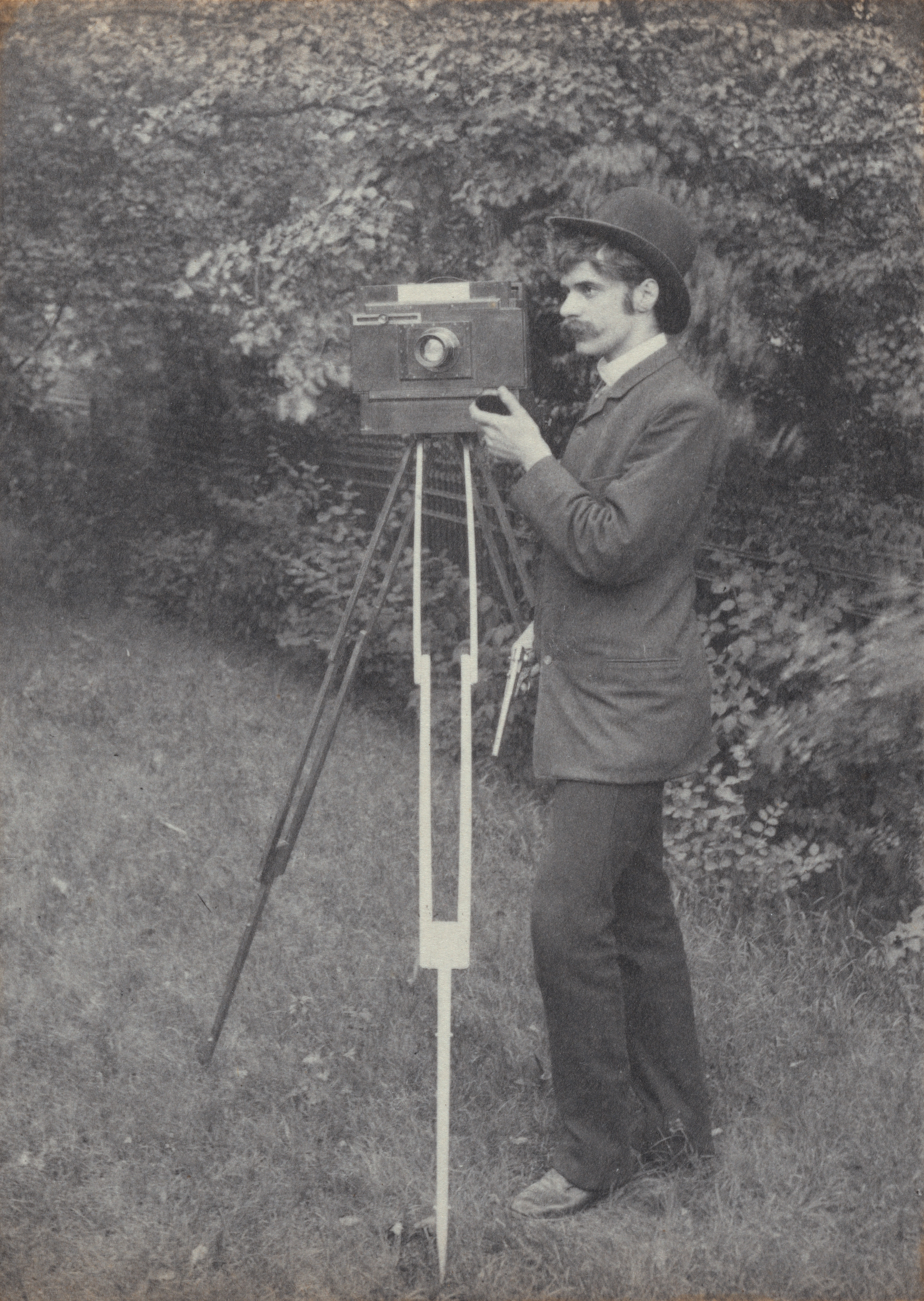
Selbstporträt, 1886
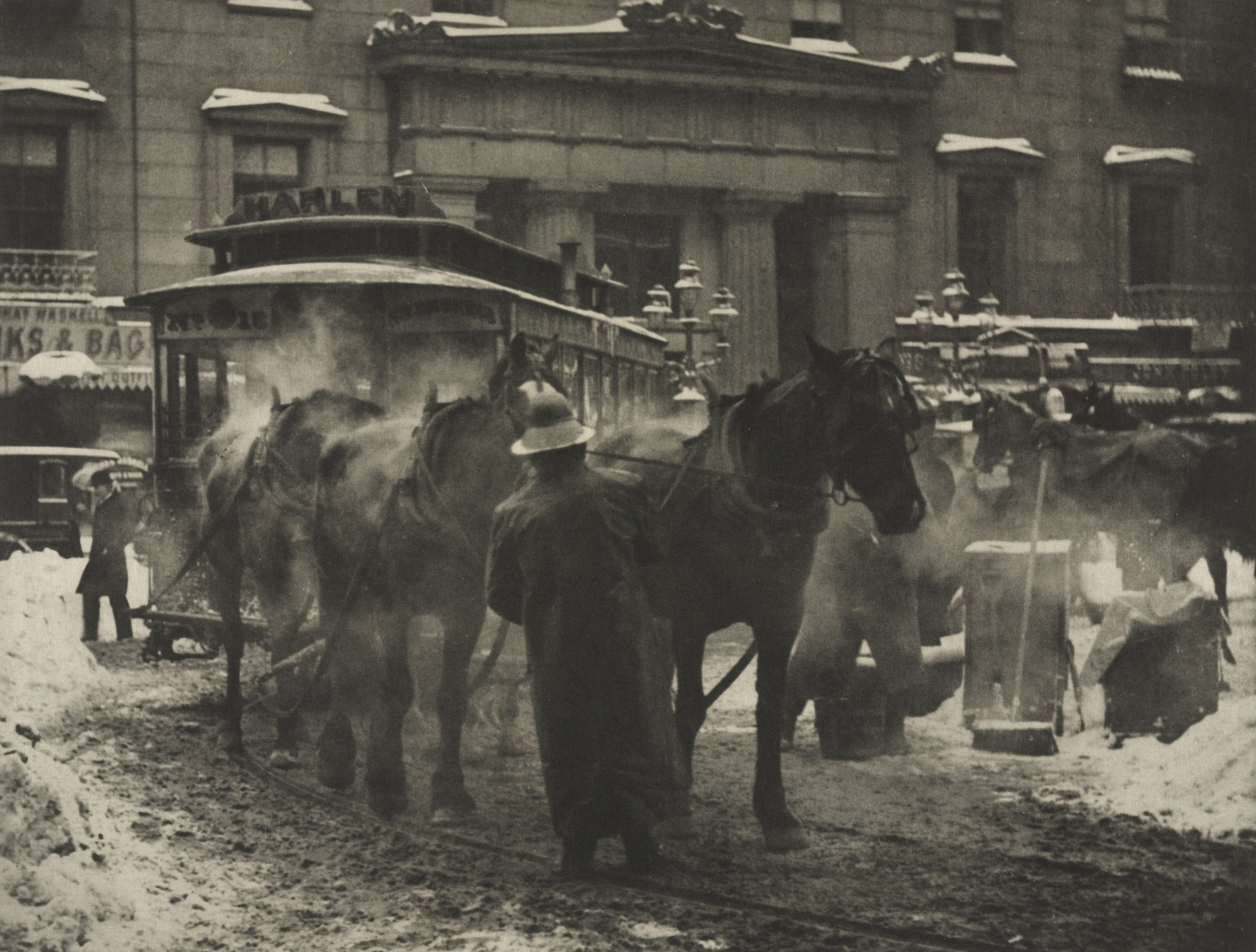
The Terminal, 1892
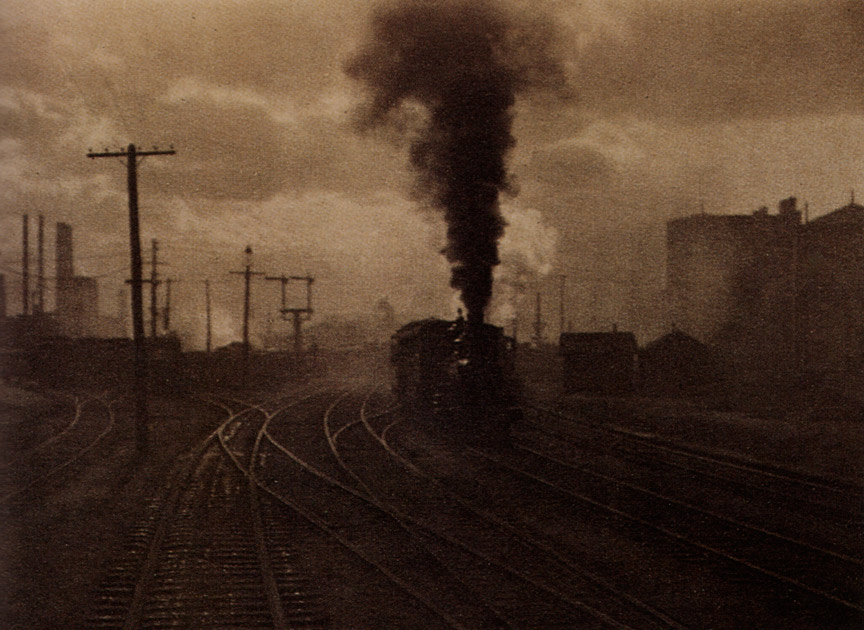
The Hand of Man, 1902
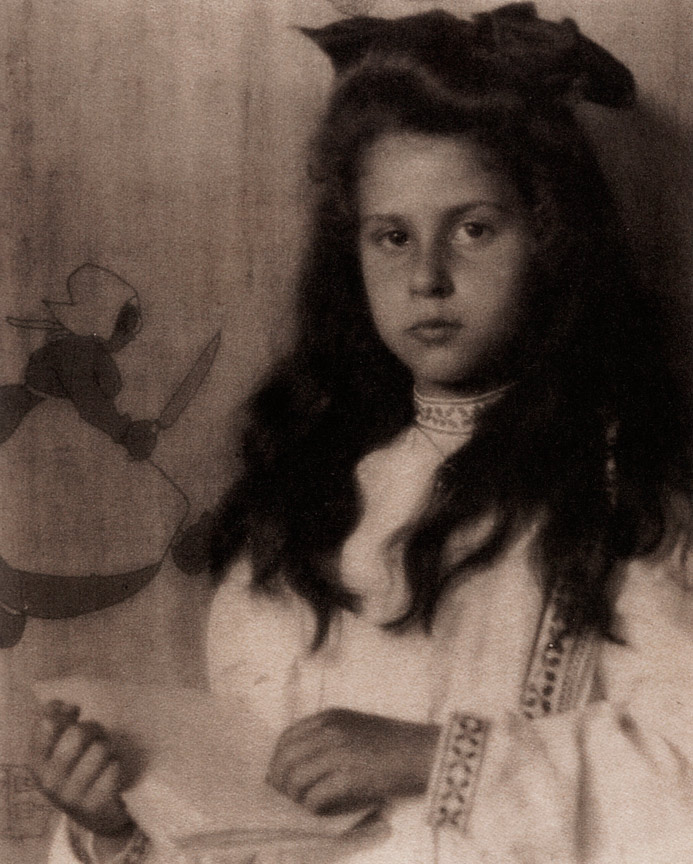
Katherine, 1905
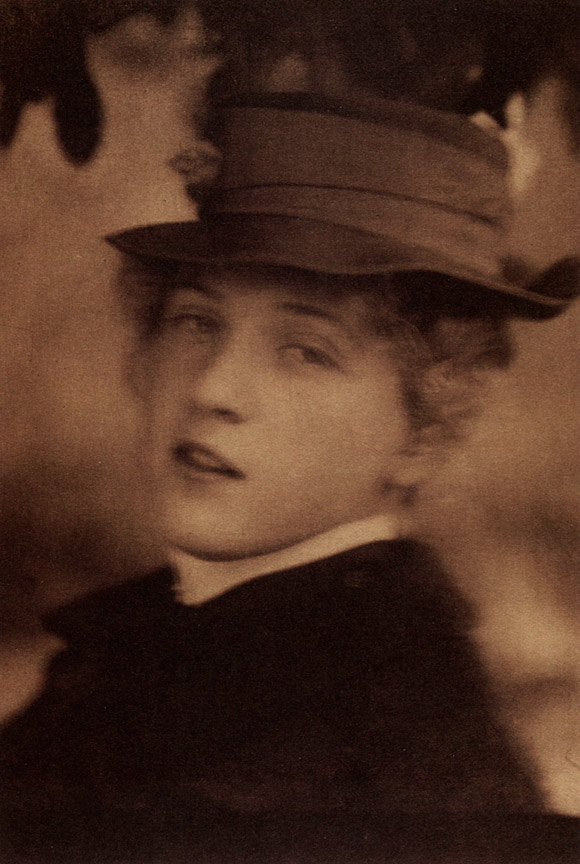
Miss S.R., 1905
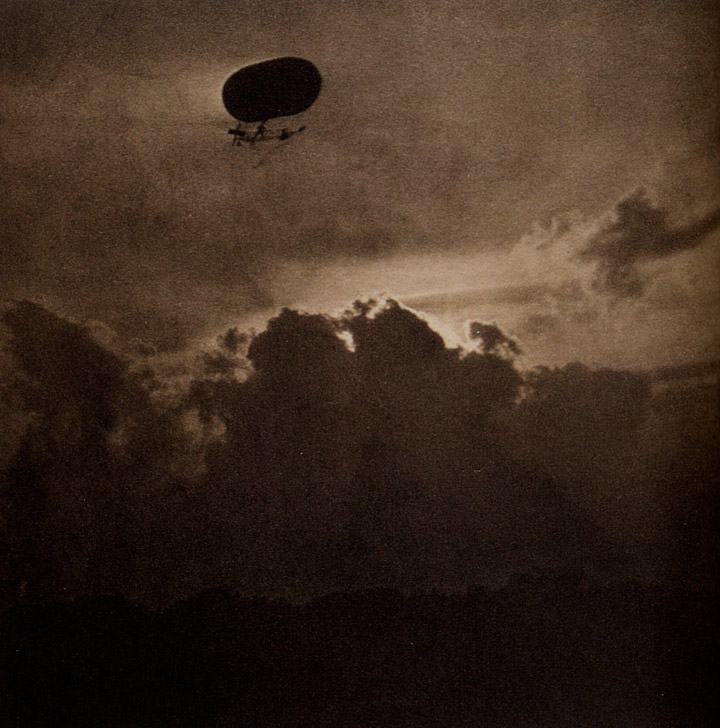
Dirigible, 1910
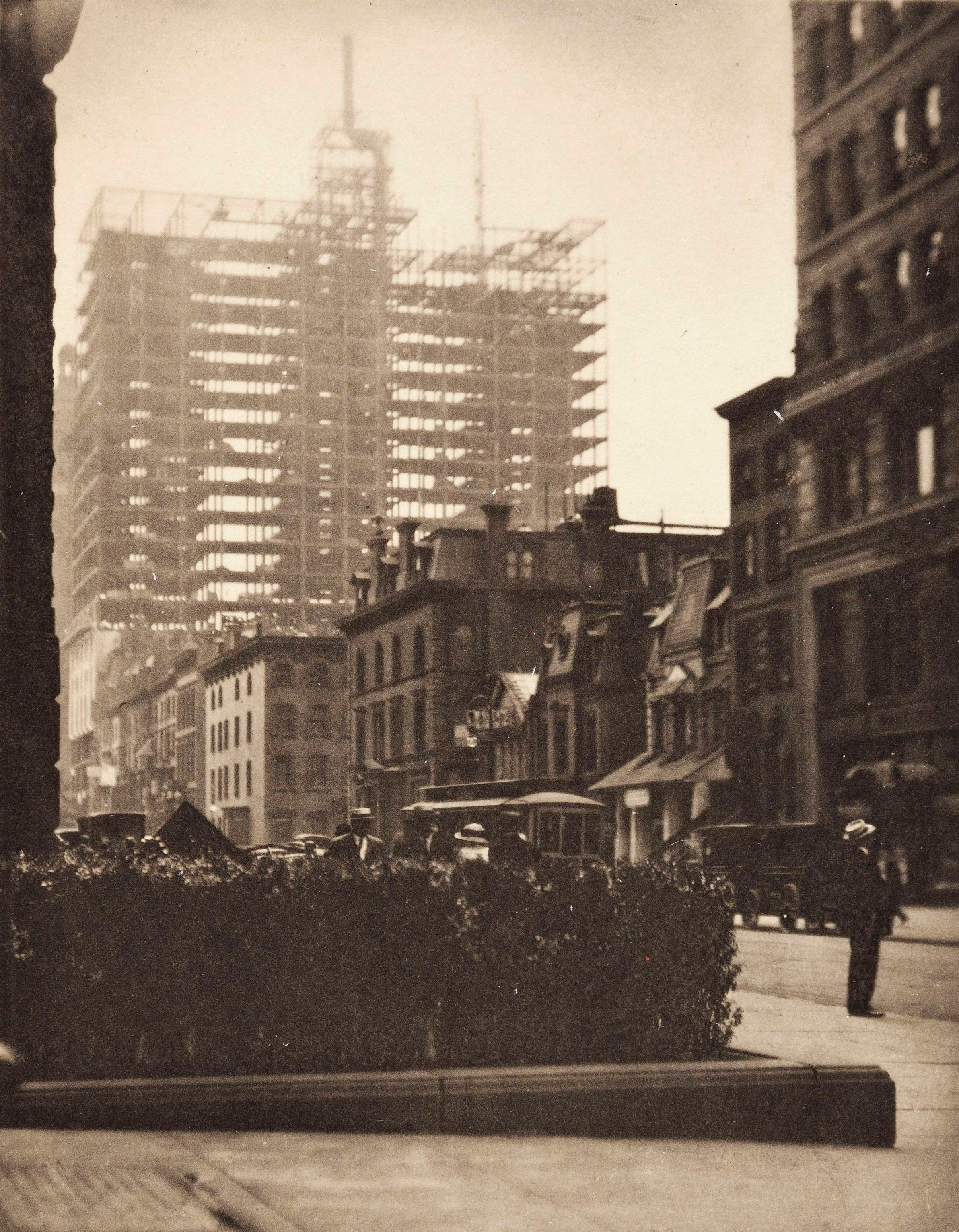
Old and New New York, 1910
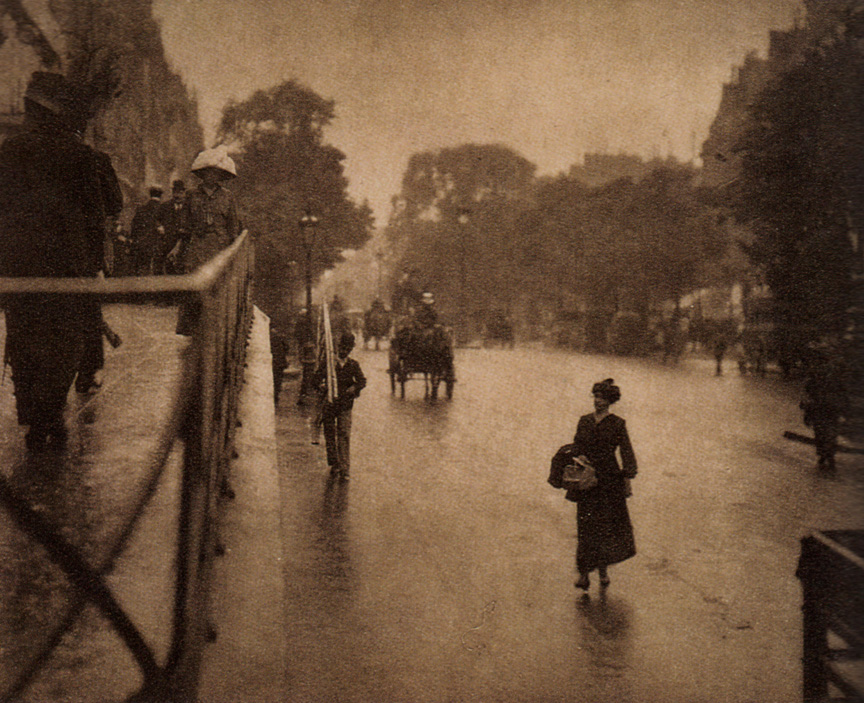
A Snapshot: Paris, 1911
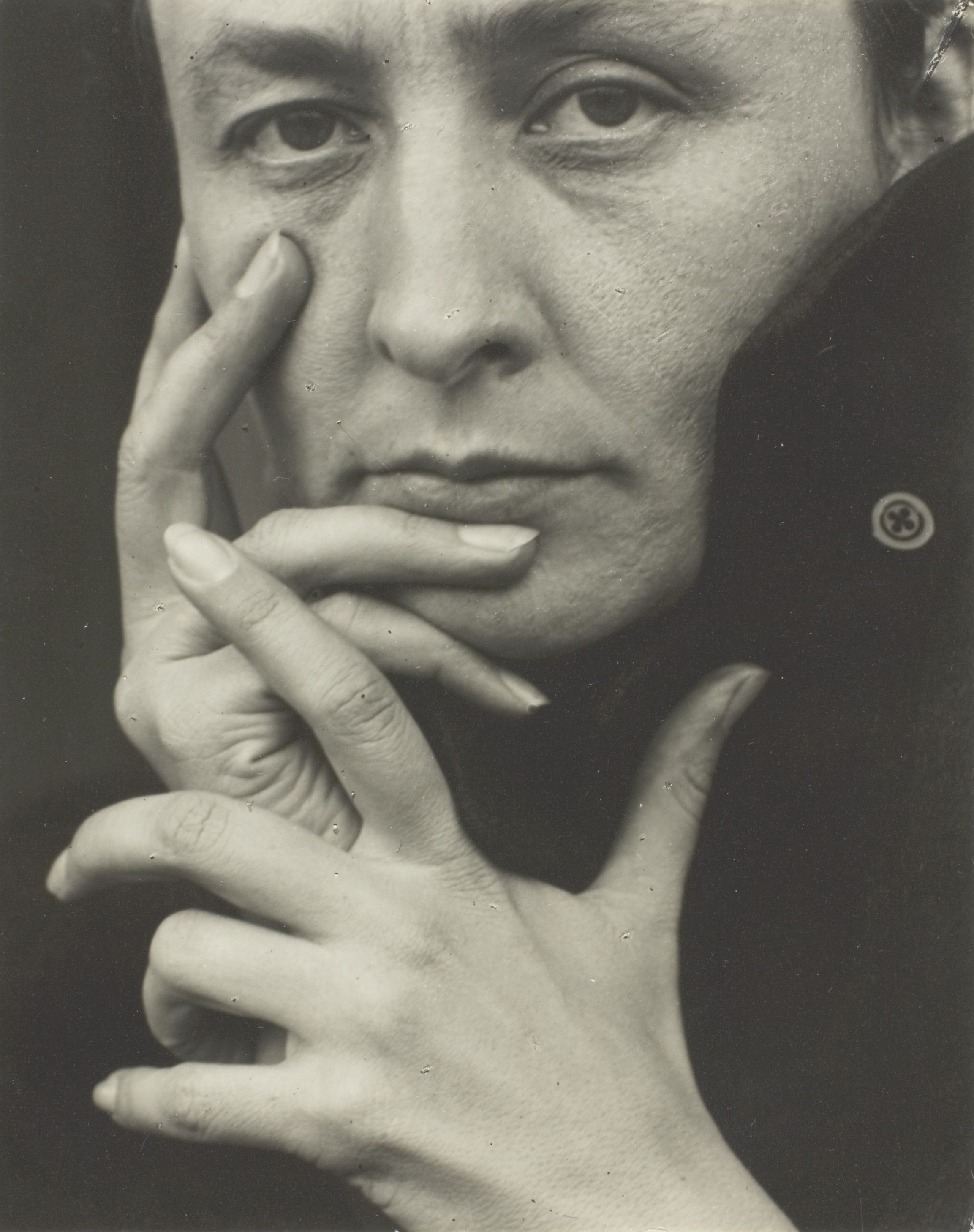
Georgia O’Keeffe, Hands, 1918

### Künstlerische Aktfotografien

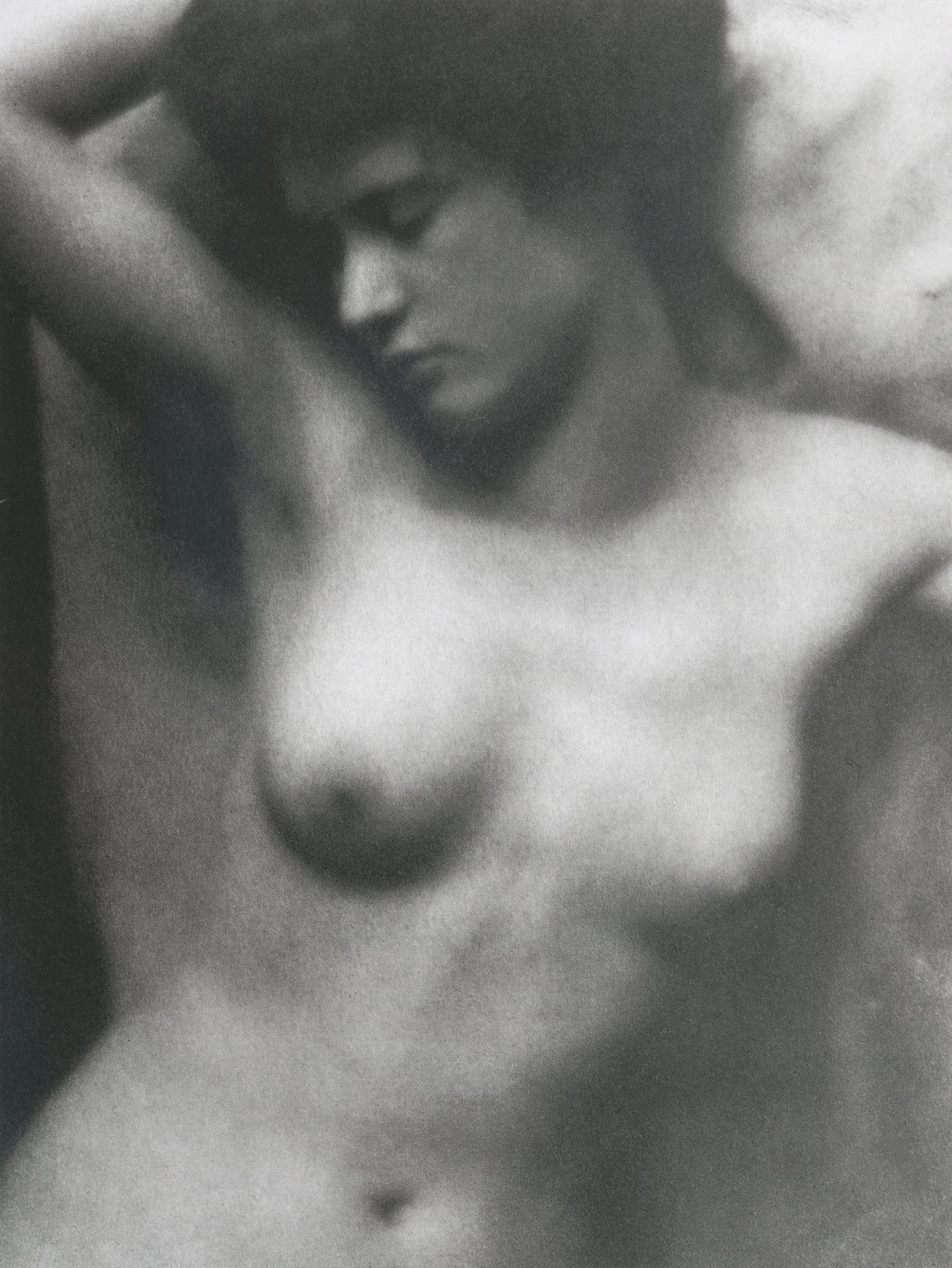
Miss Thompson
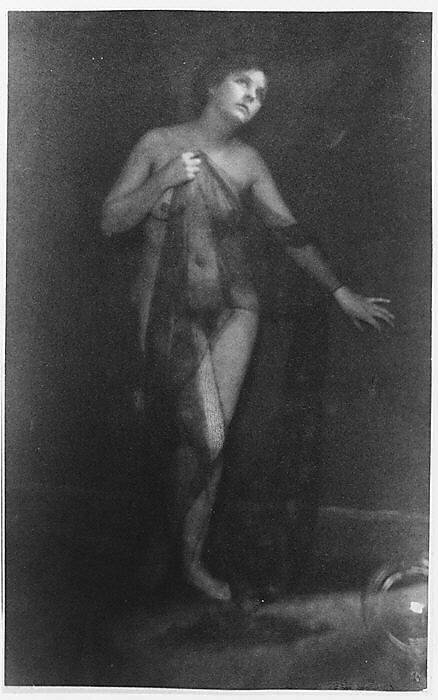
Clarence H. White, 1907
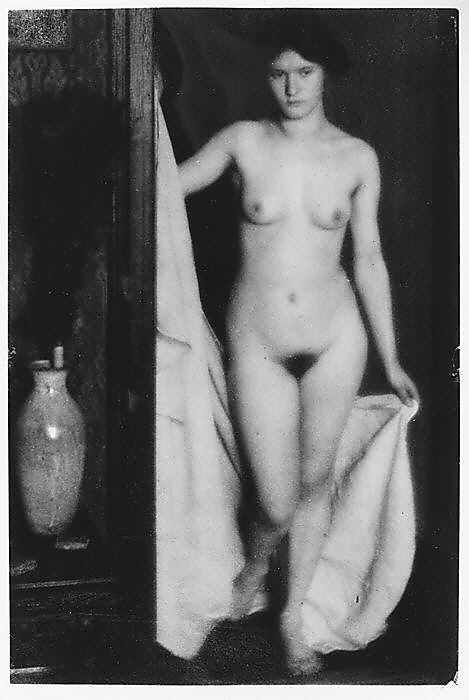
Clarence H. White, 1907
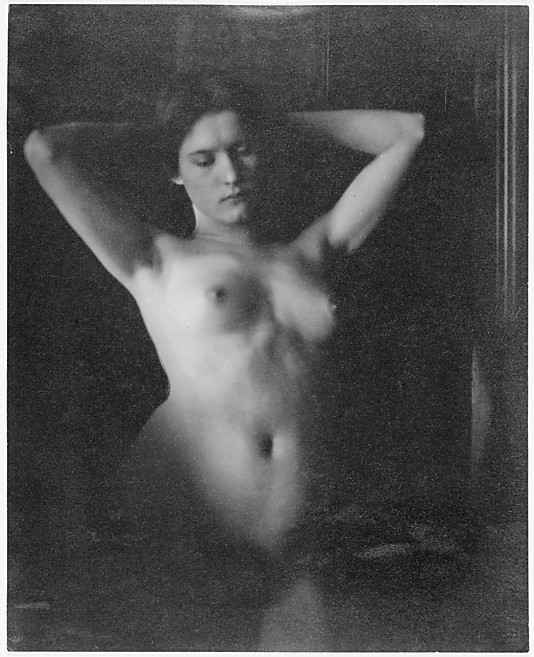
Clarence H. White, 1907
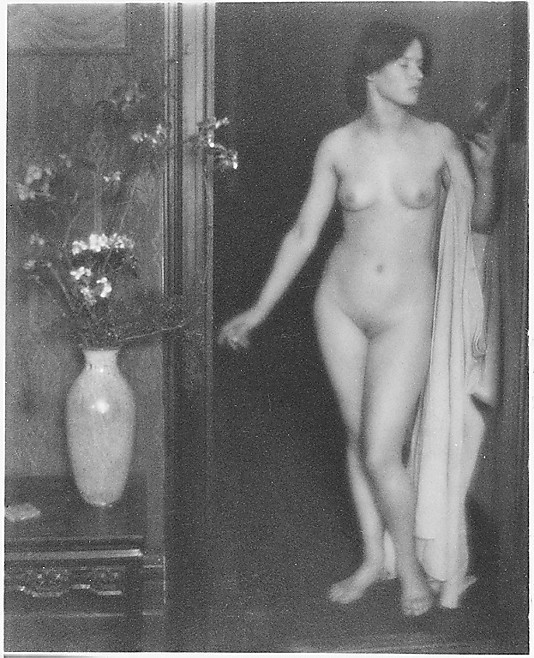
Clarence H. White, 1907

## Ausstellungen
- 2011: Stieglitz, Steichen, Strand. Ausstellung im Metropolitan Museum of Art in New York City vom 10. November 2010 bis 10. April 2011
- 2012: New York Photography. Von Stieglitz bis Man Ray. Ausstellung im Bucerius Kunst Forum, Hamburg, vom 17. Mai bis 2. September 2012
- 2015/16: Masterpieces & Curiosities. Alfred Stieglitz’s The Steerage. Jewish Museum, New York, 25. September 2015 bis 14. Februar 2016